# 亞德金維爾 (北卡羅萊納州)
亞德金維爾（英語：Yadkinville）是一個位於美國北卡羅萊納州亞德金縣的城鎮。同時該地也是亞德金縣的縣治。

## 人口
根據2020年美國人口普查的數據，亞德金維爾的面積為7.61平方千米，當中陸地面積為7.59平方千米，而水域面積為0.02平方千米。當地共有人口2997人，而人口密度為每平方千米394人。